# Galiza irredenta
A Galiza irredenta ou a Galiza estremeira é a denominação que, desde certos sectores do nacionalismo galego, recebem todos aqueles territórios de língua galega, que na atualidade se encontram fora das fronteiras da Comunidade Autônoma da Galiza, sob administração de Castela e Leão e Astúrias, porém estes territórios formavam parte do antigo Reino da Galiza. 
Vinculados linguística, cultural e tradicionalmente com a Galiza, neles existem pessoas com uma reivindicação histórica  de pertença à cultura galega e em algum dos casos de anexação ou reincorporação na própria Galiza.

## Geografía
A "Galiza irredenta" é um território em forma de faixa, de aproximadamente 175 quilômetros de comprimento e de 15 a 30 de largura, situada pelas terras mais ocidentais das atuais províncias de Leão e Zamora, na Comunidade autônoma de Castela e Leão, assim como algumas câmaras municipais mais ocidentais do Principado das Astúrias, situados entre o rio Ribadeu e o rio Frexulfe (próximo do rio Návia). 
Apesar de existirem diferenças administrativas entre as diversas zonas desta comprida faixa, todas têm em comum conhecerem ou utilizarem em maior ou menor grau a língua da Galiza, partilhando de certa maneira uma cultura comum com a Galiza autônoma.
Tradicionalmente vem-se dividindo ou agrupando estes territórios em três partes: Eu-Návia (Astúrias), Bierzo (Castela e Leão) e Portelas / Seabra (Samora).
Recentemente  novas propostas de regionalização destes territórios foram desenvolvida por diferentes partidos nacionalistas dividindo estes territórios em cinco comarcas: Terra do Návia-Eu, Vale do Ibias, o Bierzo, a Cabreira e a Seabra.